# Baiyuerius rotulus
Espèce
Synonymes
- Draconarius rotulus Liu, Li & Pham, 2010
- Baiyuerius tamdao Zhao, Li & Li, 2023

Baiyuerius rotulus est une espèce d'araignées aranéomorphes de la famille des Agelenidae.

## Distribution
Cette espèce est endémique du Viêt Nam. Elle se rencontre dans la province de Ninh Bình dans le parc national de Cúc Phương et dans la province de Vĩnh Phúc dans le parc national de Tam Đảo,.

## Description
Le mâle holotype mesure 13,00 mm, les mâles mesurent de 13,00 à 15,00 mm.
La femelle décrite sous le nom Baiyuerius tamdao mesure 10,94 mm et les femelles décrites sous le nom Coelotes furvus mesurent de 14,25 à 15,00 mm.

## Systématique et taxinomie
Cette espèce a été décrite sous le protonyme Draconarius rotulus par Liu, Li et Pham en 2010. Elle est placée dans le genre Baiyuerius par Hoang, Tran et Le en 2023.
Baiyuerius tamdao a été placée en synonymie par Hoang, Tran et Le en 2023.

## Publication originale
- Liu, Li & Pham, 2010 : « The coelotine spiders from three national parks in northern Vietnam. » Zootaxa, no 2377, p. 1-93.